# Académie Roussin
L'Académie Roussin est une ancienne école secondaire située à Pointe-aux-Trembles à Montréal. 

## Histoire
Nommée en l'honneur du curé de la paroisse Joseph-Octave Roussin, l'école, à la fois internat et externat, desservait la population catholique anglophone de Pointe-aux-Trembles, de Montréal-Est, d'Anjou et de certaines villes hors de l'île, dont Charlemagne. L'Académie Roussin a été fusionnée avec l'école secondaire Laurier Macdonald au cours de l'année scolaire 1983-1984. 

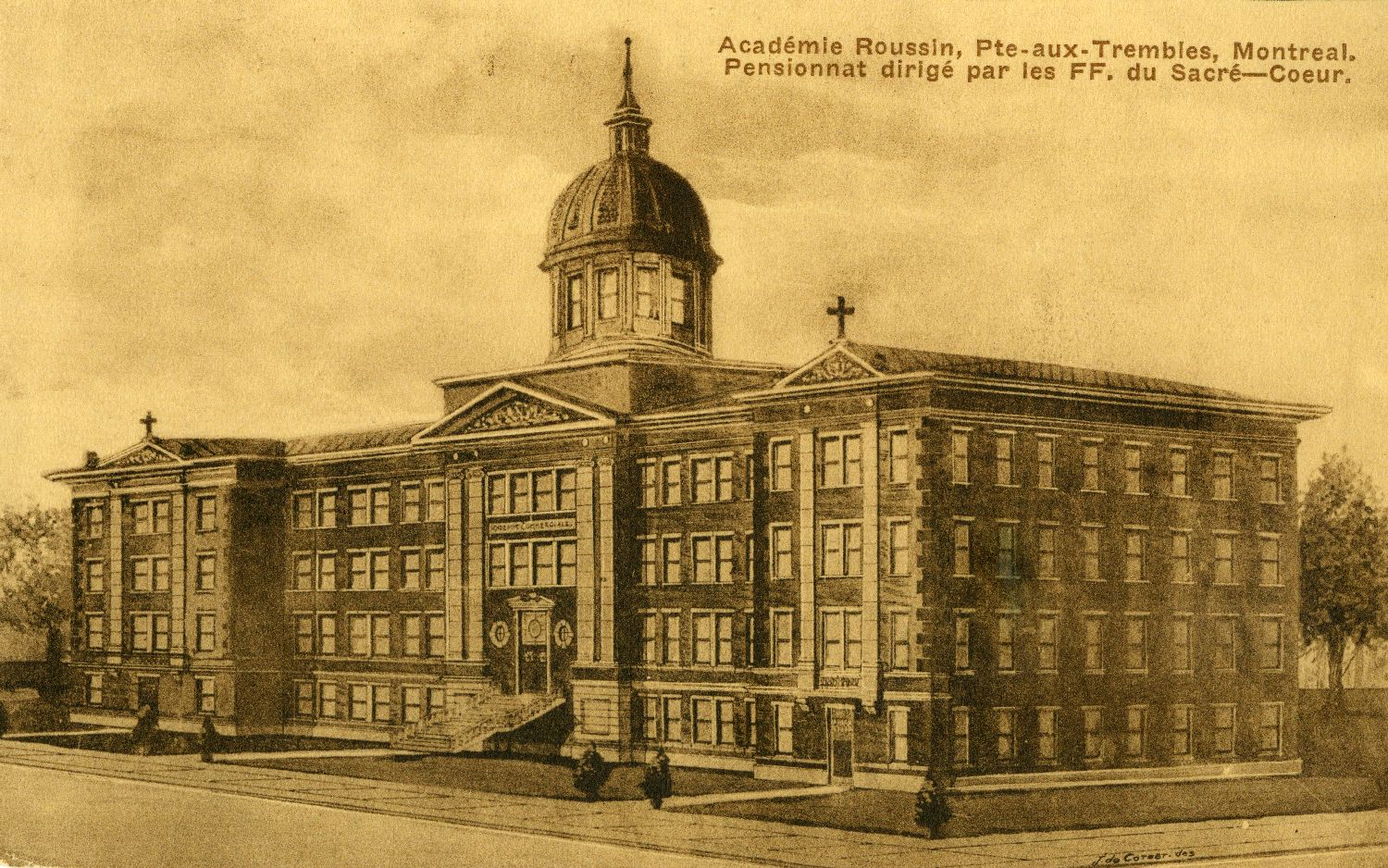
Académie Roussin en 1920

L'Académie Roussin faisait partie d'une commission scolaire appelée Commission scolaire Jérôme-Le Royer et a été ouverte en raison d'une forte demande d'élèves anglophones qui ne pouvaient pas fréquenter l'école secondaire Laurier Macdonald par manque de place.
La commission scolaire a repris le bâtiment de l'Académie Roussin en 1971 et y a dirigé l'école jusqu'en 1983. L'école est maintenant un centre communautaire appelé Centre communautaire Roussin.
L'Académie est construite dans un style Beaux-Arts selon les plans de Charles-Aimé Reeves. Elle a subi différentes transformations avec les années, notamment le dôme qui est retiré en 1938, mais conservant ses principales particularités architecturales. La façade donnant sur la rue Notre-Dame Est est depuis les années 1960 comprise entre deux bâtiments modernes.